# Antiplanes litus
Antiplanes litus é uma espécie de gastrópode do gênero Antiplanes, pertencente a família Pseudomelatomidae.